# Alyosha
Alyosha (en ukrainien : Aльоша, Al'ocha), de son vrai nom Olena Koutcher, est une chanteuse ukrainienne née le 14 mai 1986 à Zaporijia.
Elle représente l'Ukraine au Concours Eurovision de la chanson en 2010 avec la chanson Sweet people. Elle devait d'abord chanter la chanson To be free, mais celle-ci fut disqualifiée en raison du non-respect de certaines règles du Concours.